# Корбутяк, Дмитрий Михайлович
Дмитрий Михайлович Корбутяк (укр. Дмитро Михайлович Корбутяк; род. 18 октября 1911 года, село Кулачковцы, Коломыйский повет — ум. 21 ноября 1995, Силвер-Спринг, штат Мэриленд, США) — украинский журналист, мемуарист, общественный деятель. Член-корреспондент Украинской свободной академии наук (УСАН).

## Биография
Дмитрий Корбутяк родился 18 октября 1911 года в селе Кулачковцы (ныне — Ивано-Франковская область). С 1930-х годов, вместе с Зеноном Стефановым, был соредактором коломыйской газеты «Життя Покуття» (укр. Жизнь Покутья); в ней же опубликовал свои первые статьи в качестве журналиста. Позже был сотрудником еженедельника «Наш Прапор», издававшегося во Львове Иваном Тиктором, а также изданий Радикальной партии «Громадський голос» (укр. Гражданский голос), «Каменярі» (укр. Каменщики), «Живе слово» (укр. Живое слово).
В 1941—1943 годах был редактором еженедельника «Подолянин» (укр. Подолянин) в Каменце-Подольском, а в 1943—1944 годах — газеты «До перемоги» (укр. До победы) во Львове.
31 октября 1947 года переехал в США, где был сразу принят на должность главного редактора издания Украинского братского союза — еженедельника «Народна воля» (укр. Народная воля) в Скрантоне, штат Пенсильвания. Работал на этой должности до августа 1955 года, после чего перешёл на работу в «Голос Америки».
Получил степень бакалавра по латинскому языку в Скрантонском университете. В 1955 году переехал в Вашингтон, где до 1977 года работал в украинском отделе «Голоса Америки». Помимо работы, активно занимался общественной деятельностью.
В 1977 году вышел на эмеритацию (пенсию), вместо него редактором украинской службы стала Оксана Драган-Кравцив.
Автор воспоминаний «Побег к свободе» (укр. Втеча до свободи; 1999) и ряда статей о писателях.
Умер 21 декабря 1995 года в городе Силвер-Спринг, штат Мэриленд, Похоронен на кладбище Святого Андрея в Саут-Баунд-Брук.